# Salon-de-Provence
Salon-de-Provence (okcitansko/provansalsko Selon de Provença) je mesto in občina v jugovzhodnem francoskem departmaju Bouches-du-Rhône regije Provansa-Alpe-Azurna obala. Leta 2006 je mesto imelo 40.147 prebivalcev.
Salon-de-Provence je najbolj poznan kot kraj smrti in pokopa francoskega zdravnika in jasnovidca Nostradamusa.

## Geografija
Kraj leži v pokrajini Provansi 40 km severozahodno od Aix-en-Provence. Južno od njega se nahaja baza Francoskih zračnih sil, letalska akademija in dom letalske demonstracijske skupine Patrouille de France.

## Uprava
Salon-de-Provence je sedež istoimenskega kantona, v katerega je poleg njegove vključena še občina Grans s 40.882 prebivalci.
Kanton Salon-de-Provence je sestavni del okrožja Aix-en-Provence.

## Zgodovina
Kraj, galo-rimski oppidum, se je nahajal ob solni poti med Jadranom in Atlantikom, v bližini Sredozemskega morja. Njegova prva omemba - Villa Salone - sega v čas 9. stoletja, ko je bilo ozemlje pod vplivom škofov iz Arlesa.
Zgodovinsko središče je obdano s krožnim obzidjem, v katerem se nahajata dve mestni vrati: Porte de l'Horloge in Port Bourg Neuf. V 16. stoletju je bil skozi kraj speljan vodni kanal Canal de Craponne, imenovan po njegovem graditelju, Adamu de Craponneju.

## Zanimivosti
- Dvorec Château de l'Empéri je bil zgrajen v 9. stoletju, v času 12. in 13. stoletja največji srednjeveški dvorec v Provansi. Dvorec je bil rezidenca nadškofov Arlesa kot tudi svetorimskih cesarjev, po slednjih je dobil ime. V njem se nahaja zbirka več različnih vojska od Napoleonovih vojn do danes. Dvorec je na uradnem seznamu francoskih zgodovinskih spomenikov.
- Cerkev sv. Mihaela, zgrajena v 13. stoletju, se ponaša z izrednim romanskim |timpanonom, na katerem je upodobljeno velikonočno jagnje.
- vodnjak Fontaine Moussue iz 16. stoletja.

## Pobratena mesta
- Aranda de Duero (Kastilija in Leon, Španija)
- Gubbio (Umbrija, Italija)
- Huntingdon (Anglija, Združeno kraljestvo)
- Szentendre (Madžarska)
- Wertheim (Baden-Württemberg, Nemčija)